# Brunvaktel
Brun vaktel (Synoicus ypsilophorus) är en fågel i familjen fasanfåglar inom ordningen hönsfåglar.

## Utseende och läte
Brunvakteln är en stor och kraftigt tecknad vaktel. På håll verkar den dock rätt enfärgad och brun. Lätet är en tvåtonig vissling.

## Utbredning och systematik
Brunvaktel delas in i tio underarter med följande utbredning:
- Synoicus ypsilophorus raaltenii – Små Sundaöarna (Flores, Timor och angränsande öar)
- Synoicus ypsilophorus pallidior – Små Sundaöarna (Sumba och Sawu)
- Synoicus ypsilophorus saturatior – lågland på norra Nya Guinea
- Synoicus ypsilophorus lamonti – mellersta delarna av det centrala höglandet på Nya Guinea
- Synoicus ypsilophorus dogwa – lågland på södra Nya Guinea
- Synoicus ypsilophorus plumbeus – lågland på östra Nya Guinea
- Synoicus ypsilophorus monticola – högt belägna gräsmarker på sydöstra Nya Guinea
- Synoicus ypsilophorus mafulu – södersluttningar i bergstrakter på sydöstra Nya Guinea
- Synoicus ypsilophorus australis – fuktiga områden i Australien
- Synoicus ypsilophorus ypsilophorus – Tasmanien

Underarten lamonti inkluderas ofta i mafulu.

## Släktestillhörighet
Brunvakteln fördes tidigare till Coturnix. DNA-studier visar dock att den står närmare asiatisk och afrikansk blåvaktel i Excalfactoria. De tre förs numera därför ofta till ett eget släkte, Synoicus. Senare genetiska studier visar att även papuavakteln (Anurophasis monorthonyx) tillhör samma klad.

## Levnadssätt
Brunvakteln hittas vanligen i sumpiga marker med högt gräs. Där kan den ses kila över stigar i smågrupper eller explosivt flyga upp när man nästan trampar på den.

## Status och hot
Arten har ett stort utbredningsområde, men tros minska i antal, dock inte tillräckligt kraftigt för att den ska betraktas som hotad. Internationella naturvårdsunionen IUCN listar arten som livskraftig (LC).

## Bilder

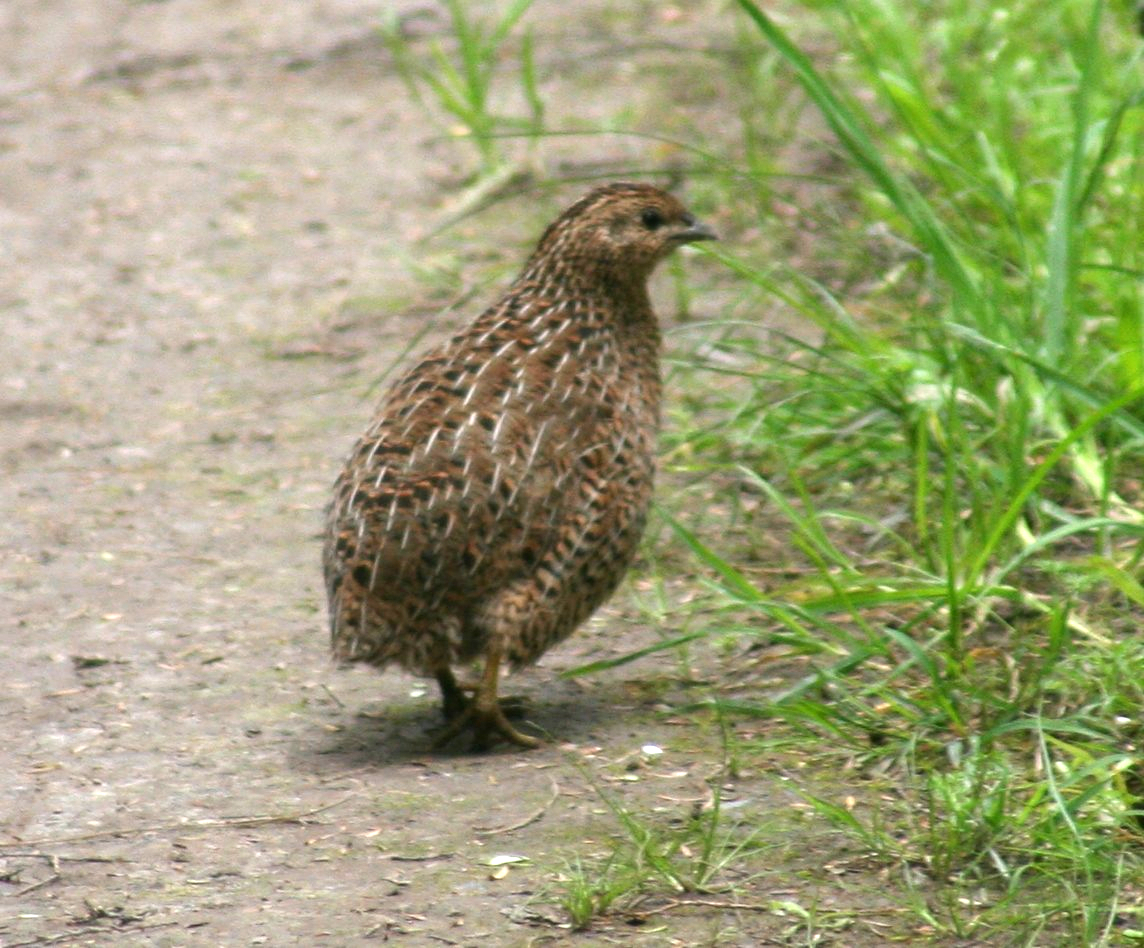
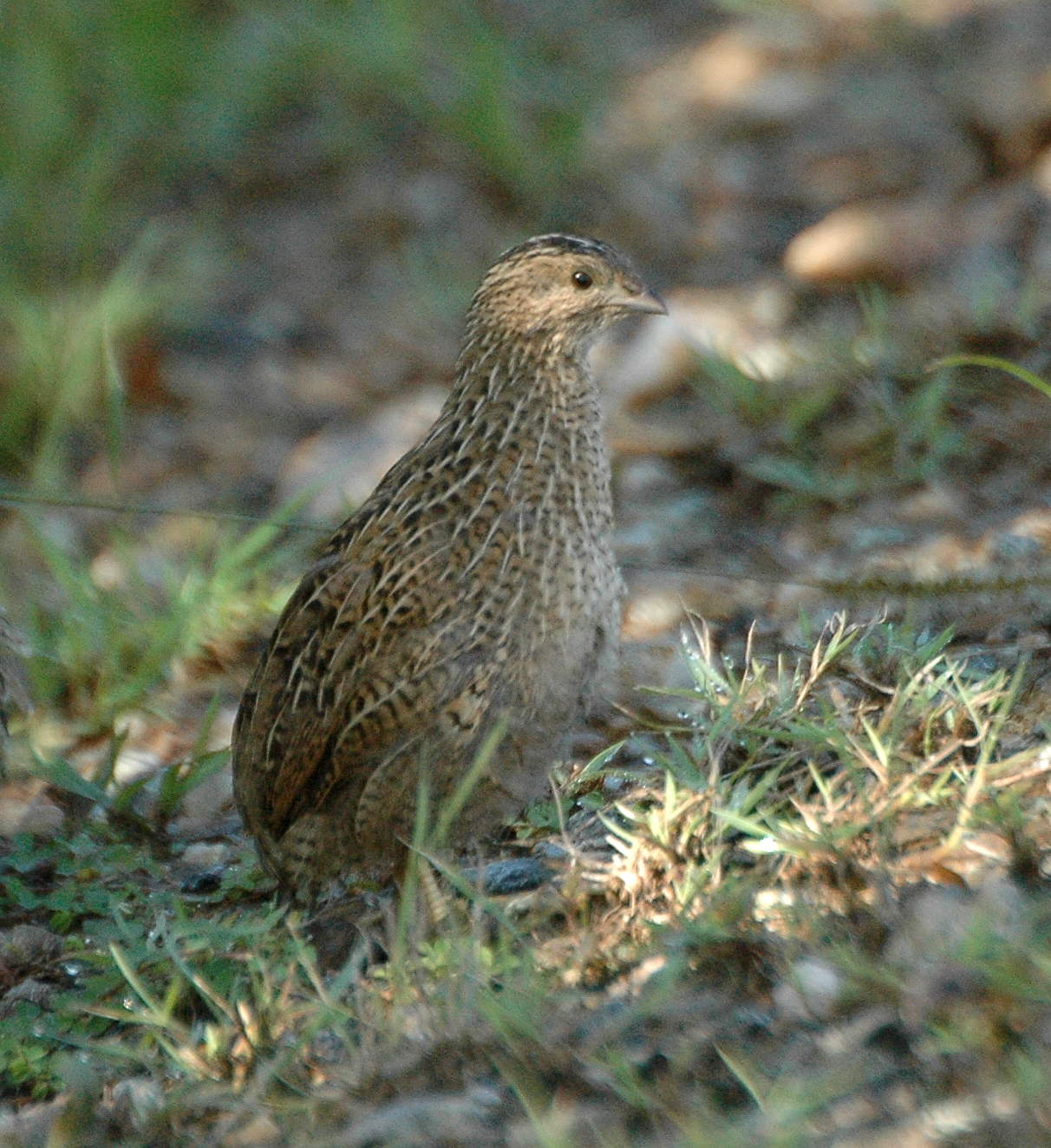